# Allée Charlotte-Perriand
L'allée Charlotte-Perriand est une promenade piétonne aménagée en rambla du 7e arrondissement de Paris, située dans le quartier Saint-Thomas-d'Aquin.

## Situation et accès
L'allée Charlotte-Perriand se situe sur le terre-plein central du boulevard Raspail, entre la rue de Grenelle et la rue de Varennes. Elle est précédée par l'allée Christian-Pineau.
L'accès se fait par la ligne 12 à la station Rue du Bac.

## Origine du nom

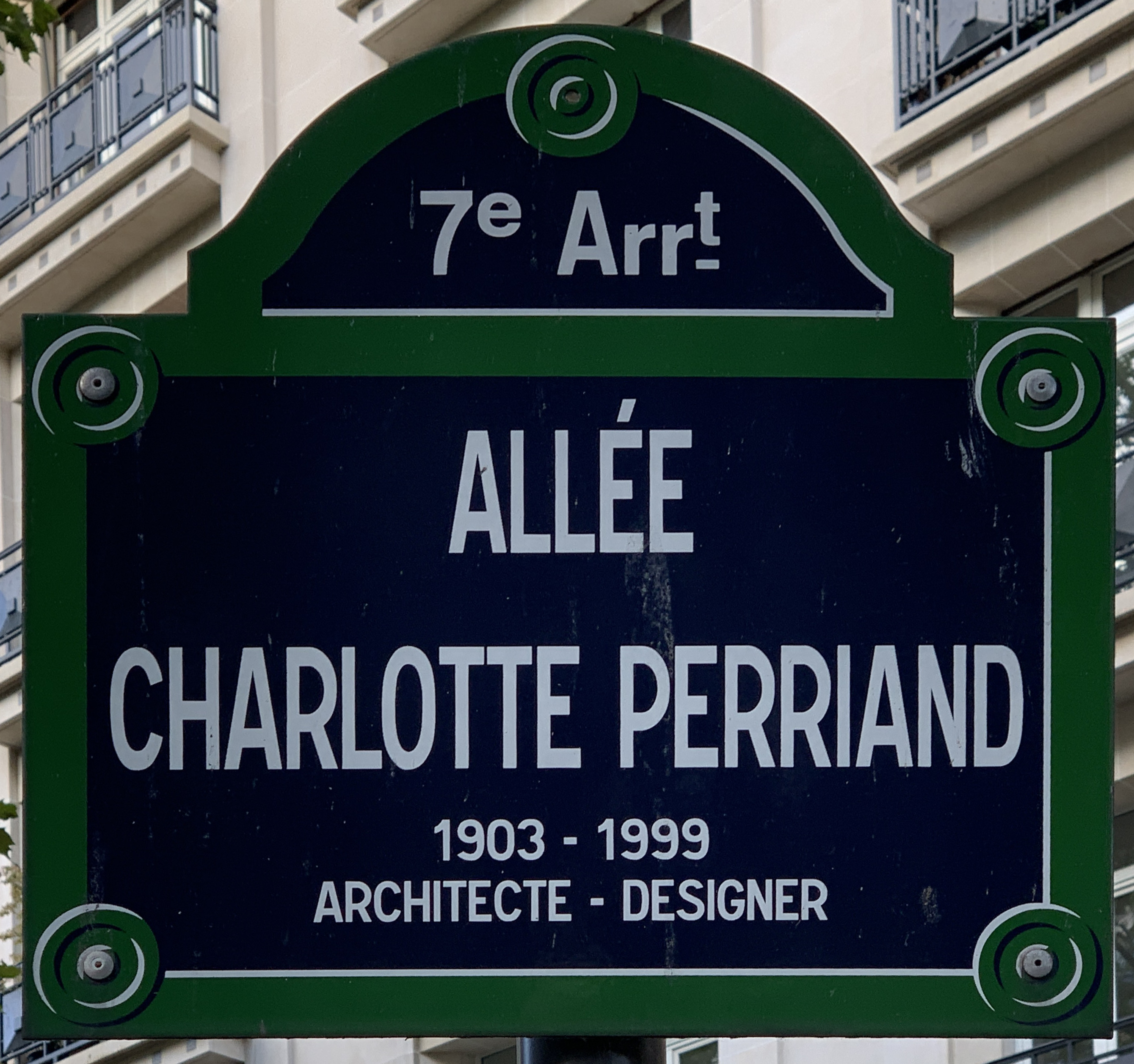
Plaque de l'allée.

Elle doit son nom à la designer française Charlotte Perriand (1903-1999). 

## Historique
L'allée a pris sa dénomination en 2009 sur décision du Conseil de Paris.